# 池戸優音
池戸 優音（いけど ゆうね、2002年1月2日 - ）は、日本の女優である。趣味はギター弾き語り。
東京都出身。2015年まではスマイルモンキー、2016年から2017年まではホリ・エージェンシーに所属。2020年12月よりジャストプロに所属したが、2022年4月30日付で退社。2022年9月よりJJプロモーション所属。

## 出演

### テレビドラマ
- ドラゴン青年団（2012年、毎日放送）ヨーコ（小学6年生期） 役
- 明日の光をつかめ -2013 夏-（2013年、東海テレビ）松井くみ 役
- 福岡恋愛白書10 十回目の鈴が鳴るとき（2015年、九州朝日放送）中学時代の中村美憂 役

### バラエティ
- 行列のできる法律相談所 再現ドラマ（2009年4月、日本テレビ）

### その他のテレビ番組
- スマイル!（2012年4月 - 2014年2月、NHK教育）エミ 役

### 舞台
- リーディングミュージカル「森は生きている」（2009年3月）ウサギ 役ほか
- 劇団四季 ドリーミング（2009年 - 2010年）ポリーヌ 役、弟 役
- 劇団四季 サウンド・オブ・ミュージック（2010年 - 2011年）四女マルタ 役
- ドラマデザイン社「ゲートシティーの恋」（2022年3月16日～3月20日）ノエル役（GATEチーム）[6]

### CM
- 大王製紙、エリエール（2004年）
- イフネットTV（2008年）娘 役
- アサカワホーム、住宅展示場（2008年11月）娘 役
- アサカワホーム、外張り断熱（2009年12月）娘 役
- タカラトミー、「ポケモンガールズアイテム」（2011年）
- 日本マクドナルド、ハッピーセット mezzo piano篇（2010年）
- ヤマダデンキ「EveryPad」（2013年）
- 積水化学工業、セキスイハイム あったかハイム あったか家族篇（2013年）
- メットライフアリコ生命保険、気持ちを一言で篇（2014年）
- 味の素「Cook Do おかずごはん アジアン鶏飯 ほんわか家族篇」（2015年 - 2017年）
- 協和発酵バイオ、オルニチン（2015年）
- mixi「モンスターストライク エヴァコラボ 葛城ミサト篇」（2015年）

### ビデオパッケージ
- ローランド、ローランドピアノ・デジタル（2012年）
- 大塚製薬、ポカリスエット 水分補給のススメ（2013年）[7]